# Armavir (provincie)
Provincie Armavir (arménsky Արմավիրի մարզ – Armaviri marz) je jednou z arménských provincií. Jejím hlavním městem je Armavir. Její rozloha je 1242 čtverečních kilometrů a k roku 2011 v ní žilo přes 256 tisíc obyvatel.

## Poloha
Provincie Armavir se nachází v údolí Araksu mezi Araratem a Aragacem. Na jihu a západě sousedí s Tureckem, na severu s provincií Aragacotnem, na východě s Jerevanem, hlavním městem Arménie, a na jihovýchodě s provincií Araratem.

## Dějiny
Provincie Armavir vznikla při správní reformě v roce 1995.